# Lisimaquea
|  | Per a altres significats, vegeu «Lisimaquea (desambiguació)». |

Lisimaquea o Lisimaquia (en grec antic: Λυσιμάχεια, llatí: Lysimachia) fou una ciutat de Tràcia situada davant el Quersonès.
Va ser construïda per Lisímac l'any 309 aC, quan es preparava per la darrera lluita amb els seus enemics. La ciutat estava situada a l'istme que controlava l'accés al nord des Sestos i la terra ferma de Tràcia. Per poblar la ciutat va fer destruir la veïna Càrdia, ciutat de naixement de l'historiador Jerònim, i hi va traslladar als seus habitants, segons la narració d'Estrabó, Polibi i Plini el Vell. La va convertir en la capital del seu regne i va créixer ràpidament. A la seva mort en combat la ciutat va caure sota el domini de l'Imperi Selèucida, i durant les guerres entre Seleuc II Cal·linic i Ptolemeu III Evèrgetes I va passar a mans dels egipcis.
No se sap del cert si els ptolemeus van deixar lliure la ciutat o es va alliberar a si mateixa, però sí que va ingressar a la Lliga Etòlia. Però els etolis no li van poder proporcionar la defensa necessària, i els tracis la van destruir durant la guerra de la Lliga (aliada de Roma) contra Felip V de Macedònia. Antíoc III el Gran la va restaurar cap a l'any 192 aC, va recollir els antics habitants dispersos i els seus esclaus i hi va atreure colons amb generoses promeses, segons Titus Livi i Diodor de Sicília. La ràpida derrota d'Antíoc va aturar la seva recuperació; després va passar als romans, amb els quals va seguir decaient. Ammià Marcel·lí l'esmenta per darrera vegada.
L'emperador Justinià I va construir una fortalesa murada damunt les ruïnes de la ciutat, i va ser rebatejada Hexamílion (Ἑξαμίλιον). Actualment, les ruïnes de Lisimaque areben el nom d'Ecsemil, derivat d'Hexamílion segons Simeó Metafrastes.